# Brühwurst

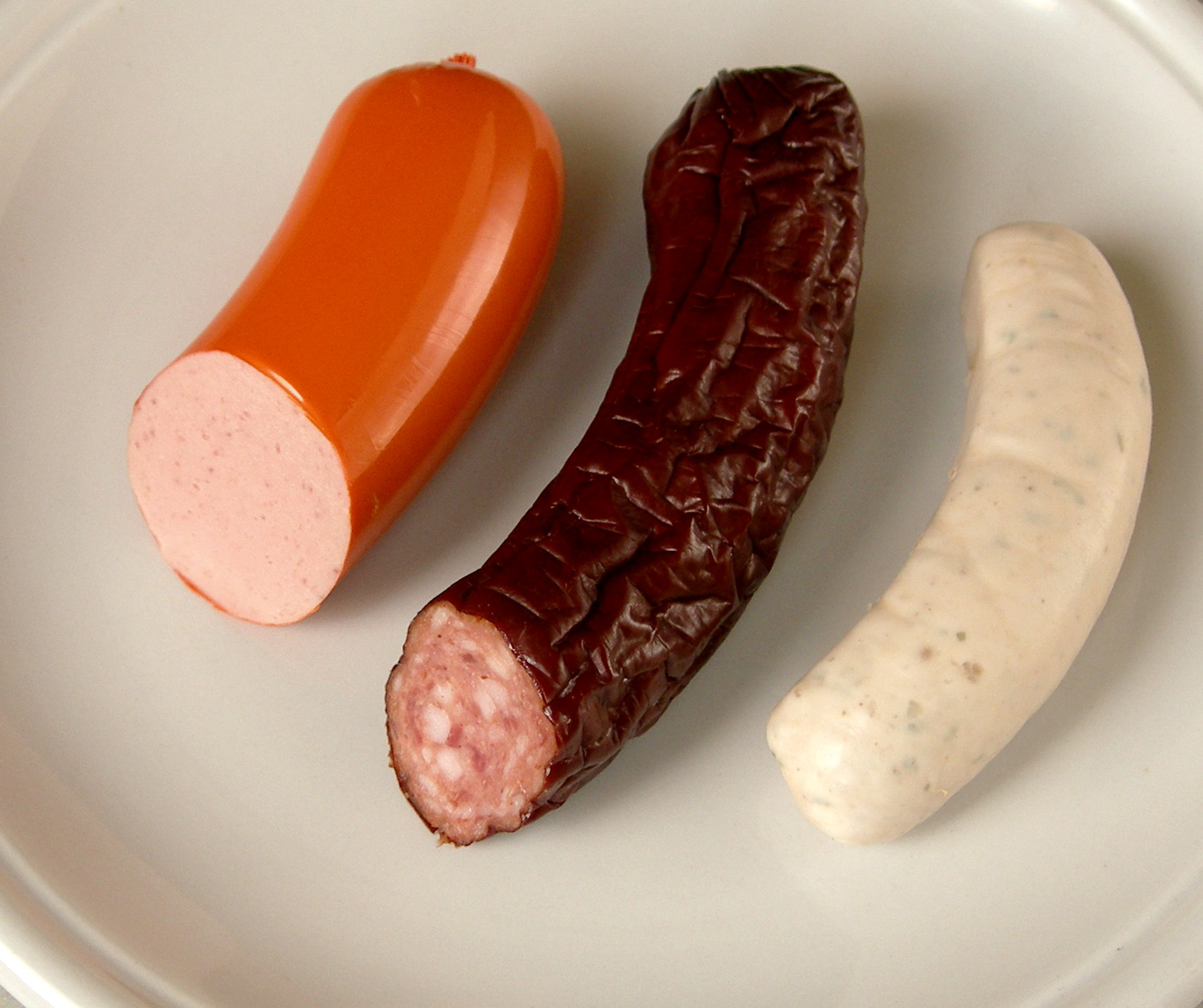
Salsichas do tipo Brühwurst

Brühwurst (significando em Alemão salsicha escaldada) é uma categoria de salsichas alemãs, que se distingue pelo recheio preparado através de cozedura em água quente ou em forno.
Nesta categoria de salsichas, contam-se as salsichas de Viena (Wiener Würstchen), as salsichas de Francoforte (Frankfurter Würstchen), assim como a Weißwurst e também a Mortadela (de origem italiana), a Bierwurst (de cerveja), a Lyoner e a Leberkäse. As salsichas do tipo Brühwurst possuem um conteúdo aproximado de 50% de carne, 25% de gorduras e de 25% de água.
Para o fabrico, são cortadas carnes magras e o toucinho em primeiro lugar, sendo depois misturadas com outros tipos de carnes. A pasta resultante (conhecida como Brät) deve ser preservada a uma temperatura baixa adequada, de forma a não coagular prematuramente. Para este efeito, pode ser usado gelo ou água gelada. Com cerca de 1,5 a 2% de sal, as proteínas são parcialmente libertadas, obtendo-se em simultâneo um efeito conservante. Em seguida, são adicionadas especiarias. Após o tempero, a pasta é introduzida em tripas. Em seguida, é fumada e, finalmente, surge o passo que lhe dá nome: a cozedura (Brühen, em Alemão). A carne é então cozida a uma temperatura de 68°C. A consistência da salsicha resultante depende em parte das propriedades da água da cozedura.